# Nils Sunnerholm (ämbetsman)
Nikolaus (Nils) Sunnerholm, född den 18 februari 1855 i Torsö socken, Skaraborgs län, död den 21 juli 1925 i Falun, var en svensk ämbetsman. Han var far till Jarl Sunnerholm.
Sunnerholm blev 1880 student vid Uppsala universitet och 1883 vid Lunds universitet, där han avlade examen till rättegångsverken 1885. Han blev vice häradshövding 1888, landskanslist i Skaraborgs län 1889, tillförordnad länsnotarie där 1890 och ordinarie 1892. Sunnerholm var tillförordnad ombudsman vid Riksbankens avdelningskontor i Mariestad 1897–1901 och landssekreterare i Kopparbergs län 1901–1922. Han blev riddare av Nordstjärneorden 1907 och kommendör av andra klassen av samma orden 1919. Sunnerholm vilar på Norslunds kyrkogård i Falun.